# Prismatocarpus lycopodioides
Prismatocarpus lycopodioides är en klockväxtart som beskrevs av A.Dc. Prismatocarpus lycopodioides ingår i släktet Prismatocarpus och familjen klockväxter. Inga underarter finns listade i Catalogue of Life.